# Science-Fiction-Jahr 1954
Übersicht

◄◄ | ◄ | 1950 | 1951 | 1952 | 1953 | Science-Fiction-Jahr 1954 | 1955 | 1956 | 1957 | 1958 | ► | ►►

Weitere Ereignisse

## Neuerscheinungen Literatur
| Deutscher Titel               | Deutschsprachiges Erscheinungsjahr | Originaltitel           | Autor              | Anmerkungen           |
| ----------------------------- | ---------------------------------- | ----------------------- | ------------------ | --------------------- |
| Angolesa                      | 1954                               | –                       | Paul Eugen Sieg    |                       |
| Das Ultimatum von den Sternen | 1966                               | The Star Beast          | Robert A. Heinlein |                       |
| Die Körperfresser kommen      |                                    | The Body Snatchers      | Jack Finney        |                       |
| Die Stahlhöhlen               |                                    | The Caves of Steel      | Isaac Asimov       |                       |
| Für Menschen ungeeignet       | 1981                               | Untouched by Humans     | Robert Sheckley    | Rezension             |
| Herr der Fliegen              |                                    | Lord of the Flies       | William Golding    |                       |
| Ich bin Legende               | 1968                               | I am Legend             | Richard Matheson   | Mehrfach verfilmt     |
| Insel der Eroberer            | 1964                               | No Time like the Future | Nelson Slade Bond  |                       |
| Der goldene Mann              |                                    | The Golden Man          | Philip K. Dick     | Vorlage zum Film Next |

## Filmpreise
- Oscar
  - Kampf der Welten – Gordon Jennings für die Besten Spezialeffekte
- Golden Globes
  - Gefahr aus dem Weltall – Barbara Rush als Beste Nachwuchsdarstellerin

## Neuerscheinungen Filme
| Deutscher Titel              | Deutschsprachiges Erscheinungsjahr | Originaltitel                     | Regie             | Anmerkungen                                                                 |
| ---------------------------- | ---------------------------------- | --------------------------------- | ----------------- | --------------------------------------------------------------------------- |
| 20.000 Meilen unter dem Meer | 1956                               | 20,000 Leagues Under the Sea      | Richard Fleischer | eine Adaption des gleichnamigen Romans des französischen Autors Jules Verne |
| Der Schrecken vom Amazonas   | 1954                               | Creature from the Black Lagoon    | Jack Arnold       |                                                                             |
|                              |                                    | Devil Girl from Mars              | David MacDonald   |                                                                             |
| Formicula                    | 1960                               | Them!                             | Gordon Douglas    |                                                                             |
| Godzilla                     | 1956                               | jap. ゴジラ, Gojira               | Ishirō Honda      |                                                                             |
|                              |                                    | Stranger from Venus               | Burt Balaban      |                                                                             |
| Wenn die Marabunta droht     | 1954                               | The Naked Jungle                  | Byron Haskin      |                                                                             |
|                              |                                    | Nineteen Eighty-Four              | Rudolph Cartier   | BBC TV Adaption des gleichnamigen Romans von George Orwell                  |
| Diamanten                    | 1957                               | The Diamond                       | Montgomery Tully  |                                                                             |
| Gog – Space Station U.S.A.   | 2009                               | Gog                               | Herbert L. Strock |                                                                             |
|                              |                                    | Killers from Space                | W. Lee Wilder     |                                                                             |
| R 3 überfällig               |                                    | Riders to the Stars               | Richard Carlson   |                                                                             |
|                              |                                    | Target Earth                      | Sherman A. Rose   |                                                                             |
|                              |                                    | Tobor the Great                   | Lee Sholem        |                                                                             |
|                              |                                    | jap. 透明人間, Tōmei ningen       | Motoyoshi Oda     |                                                                             |
| Wer lacht – fliegt raus      | 1961                               | The Bowery Boys Meet the Monsters | Edward Bernds     |                                                                             |

## Neuerscheinungen Fernsehserien
| Deutscher Titel           | gesendet  | Originaltitel             | Episoden | Staffeln | Anmerkungen |
| ------------------------- | --------- | ------------------------- | -------- | -------- | ----------- |
| Flash Gordon              | 1954–1955 | Flash Gordon              | 39       | 1        |             |
| Rocky Jones, Space Ranger |           | Rocky Jones, Space Ranger | 39       | 1        |             |
| Captain Midnight          | 1954–1956 | Captain Midnight          | 39       | 2        |             |
|                           | 1954      | The Lost Planet           | 6        | 1        |             |

## Conventions
12. Worldcon, 3.–6. September, San Francisco; Vorsitzende: Lester Cole & Gary Nelson, Ehrengast: John W. Campbell

## Geboren
- Iain Banks († 2013)
- Alan Brennert
- Hajo F. Breuer († 2014)
- Emma Bull
- Diane Carey
- Paul Di Filippo

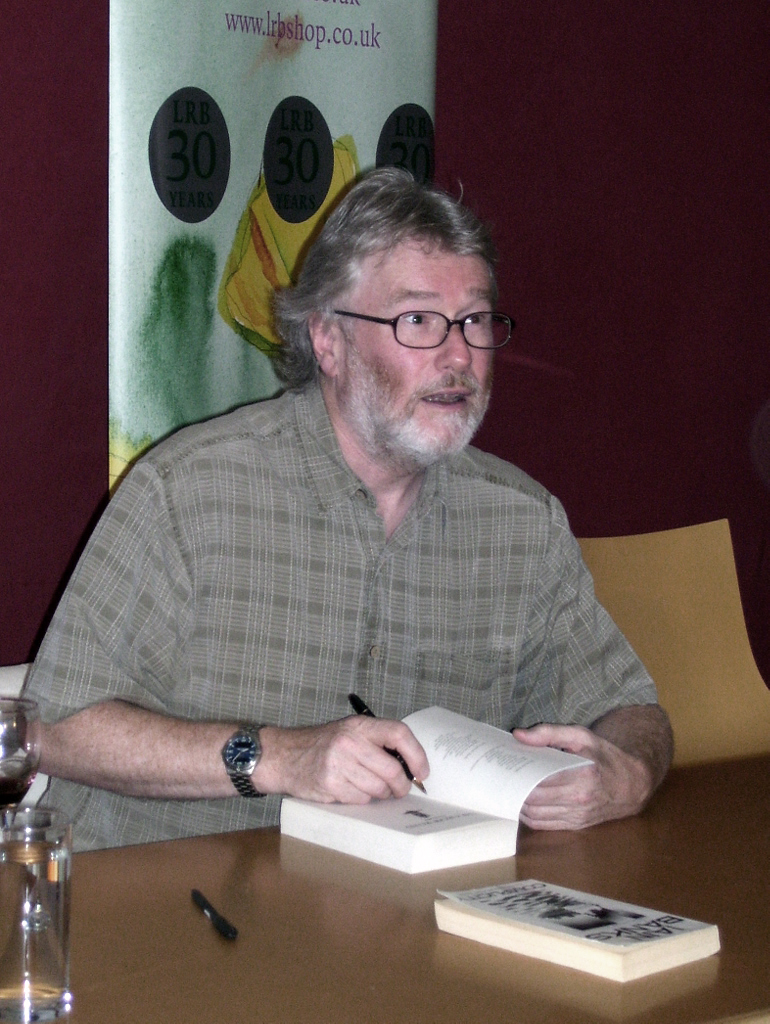
Iain Banks (2009)

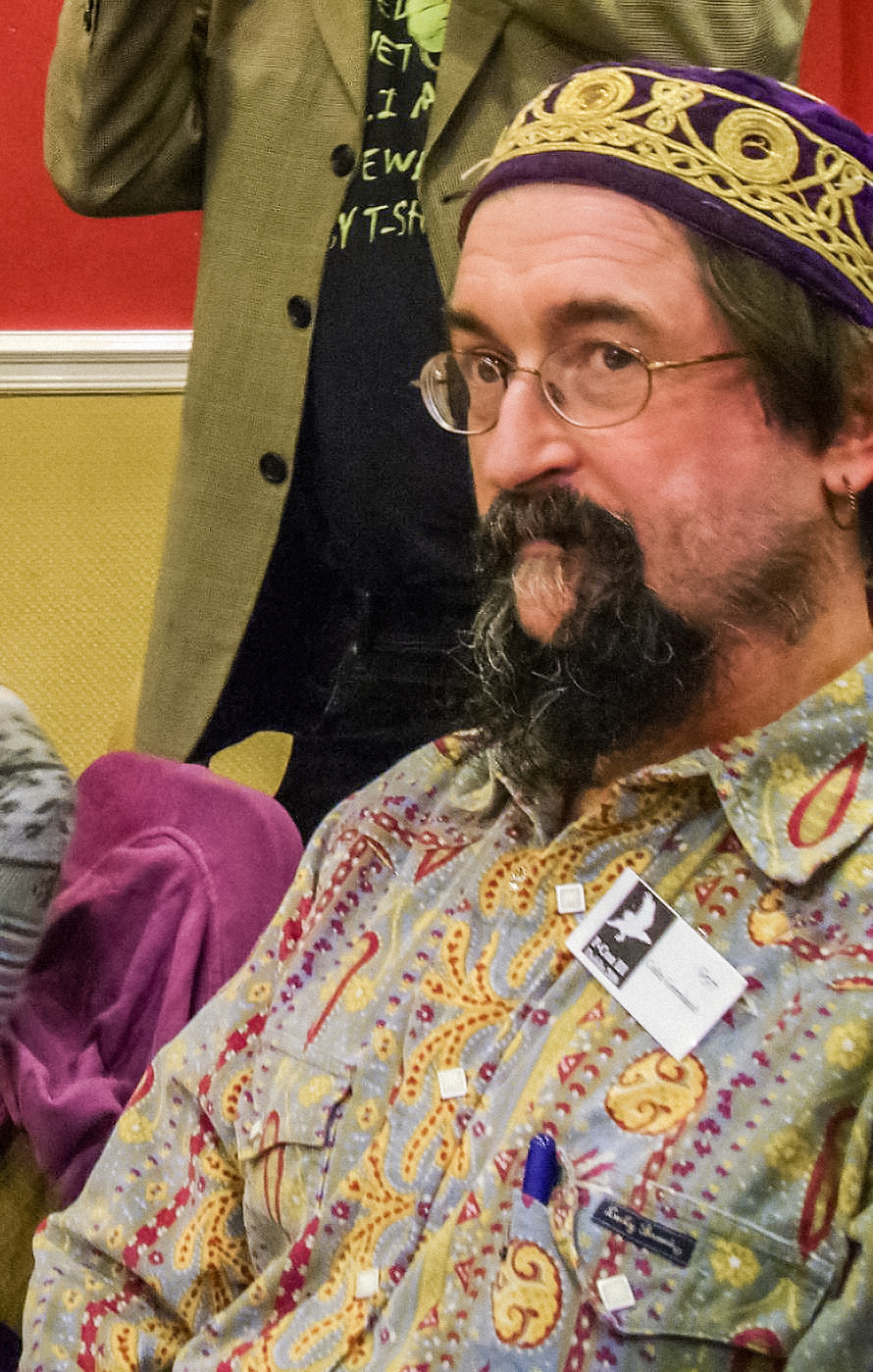
Colin Greenland (2006)

- J. M. Dillard (Pseudonym von Jeanne Kalogridis), viele Romane im Star-Trek-Universum
- Martin Baresch, führte bis März 1995 seinen Geburtsnamen Martin Eisele
- Arndt Ellmer
- Werner K. Giesa, Pseudonym von Curt Carstens († 2008)
- Colin Greenland
- Kazuo Ishiguro
- Graham Joyce († 2014)
- Ellen Klages
- Victor Koman
- Reinhard Kriese
- Michael P. Kube-McDowell
- James D. Macdonald
- Ken MacLeod
- Ernst-Eberhard Manski
- Victor Milán († 2018)
- Kathleen O’Neal Gear
- Paul Park
- Christoph Ransmayr
- Joel Rosenberg († 2011)
- Richard Paul Russo
- Bruce Sterling
- J. Michael Straczynski, erfand Babylon 5 und produzierte 91 Folgen selbst
- Lawrence Watt-Evans
- David Wingrove
- Klaus Peter Wolf

## Gestorben
- Jack Bechdolt (* 1884)
- Robert Ames Bennet, Genre: Lost World (* 1879)
- Ellen MacGregor, Jugendserien um Miss Pickerell (* 1906)
- Alpheus Hyatt Verrill (* 1871)
- Thea von Harbou, schrieb das Drehbuch zu Metropolis (* 1888)
- James Hilton (* 1900)